# Winslow Fegley
Winslow Burke Fegley (Allentown, Pensilvania, 29 de enero de 2009) es un actor estadounidense. Ha protagonizado las películas Timmy Failure: Mistakes Were Made (2020), Nightbooks, 8-Bit Christmas (ambas de 2021) y Lyle, Lyle, Crocodile (2022).

## Biografía
Fegley nació el 29 de enero de 2009 en Allentown Pensilvania, hijo de los actores Michael Fegley y Mercedes "Merce" (de soltera Tonne) Fegley. Es el hermano menor de Oakes Fegley, también actor. Asistió a Cheyenne Mountain High School en Colorado Springs, Colorado.

## Carrera
Fegley participó en la película de HBO 8-Bit Christmas, interpretando el papel del joven Jake, y en la película de comedia de Disney Timmy Failure: Mistakes Were Made, interpretando a Timmy, el personaje principal.
En 2022, protagonizó la película de acción en vivo/animada Lyle, Lyle, Crocodile.

## Filmografía

### Películas
| Año  | Título                            | Papel             | Notas          |
| ---- | --------------------------------- | ----------------- | -------------- |
| 2020 | Timmy Failure: Mistakes Were Made | Timmy Failure     |                |
| 2020 | Come Play                         | Byron             |                |
| 2021 | Nightbooks                        | Alex Mosher       |                |
| 2021 | 8-Bit Christmas                   | Joven Jake Doyle  |                |
| 2022 | Lyle, Lyle, Crocodile             | Josh Primm        |                |
| 2023 | Spinning Gold                     | Joven Neil Bogart |                |
| 2023 | When the Moon Was Twice as Big    | Hijo de Elmer     | Postproducción |

### Televisión
| Año  | Título           | Papel       | Notas                               |
| ---- | ---------------- | ----------- | ----------------------------------- |
| 2018 | Teachers         | Daniel      | 1 episodio                          |
| 2019 | Fast Layne       | Mel         | Papel principal                     |
| 2019 | The Good Doctor  | Joven Shaun | 1 episodio                          |
| 2023 | The Naughty Nine | Andy Steele | Película original de Disney Channel |